# Бреннан, Кристофер
Кристофер Бреннан (англ. Christopher Brennan; 1 ноября 1870 — 5 октября 1932) — австралийский поэт.

## Биография
Кристофер Бреннан родился в Сиднее, штат Новый Южный Уэльс, в семье ирландского мигранта, пивовара Кристофера Бреннана, и его жены Мэри Энн (Кэрролл). В детстве часто болел (в возрасте 6 лет переболел брюшным тифом), однако обладал не по годам академическими способностями. В ранние годы хотел стать священником. В возрасте 11 лет поступил в Колледж Святого Алоизиуса, где впервые познакомился с произведениями Джона Мильтона, которые оказали большое влияние на его творчество. Три года спустя Бреннан перешёл в Колледж Святого Игнатия. В 1888 году поступил в Университет Сиднея, где изучал классику. Получив стипендию для поездки за границу, Бреннан отправился в Берлин, где познакомился со своей будущей женой, Элизабет Верт, и открыл для себя поэзию Стефана Малларме. Примерно в это время он решил стать поэтом. Вернувшись в Австралию, Бреннан нанялся на работу в библиотеку в качестве составителя каталогов, оставив учёбу в университете. Последующие десять лет он полностью посвятил себя поэзии. В 1896—1897 и 1908—1909 годах Бреннан временно читал лекции в Университете Сиднея по современным языкам, а в 1908 году — по классике.
В конце 1920-х годов Бреннан завёл роман с Виолетой Зингер, в результате последовал развод с законной женой, проблемы с алкоголем, уход из Университета. После смерти Виолеты в несчастном случае (её переехал трамвай) Бреннан практически потерял рассудок и провёл остаток своей жизни в нищете. Умер в 1932 году из-за рака.

## Литературная деятельность
Первый сборник стихов Бреннана, «XXI Poems», вышел в 1897 году. В 1914 году он написал свою главную работу «Poems: 1913».